# Президентские выборы в Южной Корее (1978)

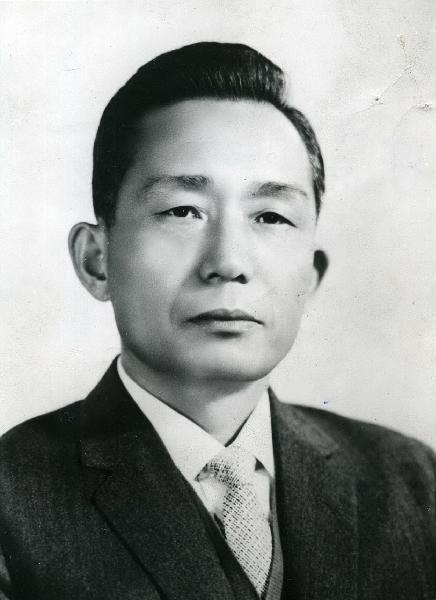
Пак Чон Хи

Президентские выборы 1978 года в Южной Корее состоялись 6 июля и были вторыми президентскими выборами после вступления в силу Конституции Юсин. В соответствии с Конституцией Юсин, президент избирался не прямым голосованием избирателей, а коллегией выборщиков — «Национальным советом по делам объединения» — которая была сформирована 18 мая. Единственным кандидатом на выборах был действующий президент Пак Чон Хи, который получил 2578 из 2581 голоса членов коллегии выборщиков, один бюллетень был признан недействительным и двое членов коллегии отсутствовали.

## Результаты выборов
| Место            |                  | Кандидаты        | Партия                                 | Число поданных голосов | %       |
| ---------------- | ---------------- | ---------------- | -------------------------------------- | ---------------------- | ------- |
| 1                |                  | Пак Чон Хи       | Демократическая республиканская партия | 2578                   | 99,96 % |
| Недействительных | Недействительных | Недействительных | Недействительных                       | 1                      | 0,04 %  |
| Выборщики        | Выборщики        | Выборщики        | Выборщики                              | 2581                   |         |
| Всего голосов    | Всего голосов    | Всего голосов    | Всего голосов                          | 2579                   | 100 %   |